# Paragnetina transoxanica
Paragnetina transoxanica är en bäcksländeart som beskrevs av František Klapálek 1921. Paragnetina transoxanica ingår i släktet Paragnetina och familjen jättebäcksländor. Inga underarter finns listade i Catalogue of Life.